# 19ª edizione dei Directors Guild of America Award
La 19ª edizione dei Directors Guild of America Award si è tenuta nel corso del 1967 e ha premiato il migliore regista cinematografico e televisivo del 1966.

## Cinema
- Fred Zinnemann – Un uomo per tutte le stagioni (A Man for All Seasons)
- Richard Brooks – I professionisti (The Professionals)
- John Frankenheimer – Grand Prix
- Lewis Gilbert – Alfie
- James Hill – Nata libera (Born Free)
- Norman Jewison – Arrivano i russi, arrivano i russi (The Russians Are Coming, the Russians Are Coming)
- Claude Lelouch – Un uomo, una donna (Un homme et une femme)
- Silvio Narizzano – Georgy, svegliati (Georgy Girl)
- Mike Nichols – Chi ha paura di Virginia Woolf? (Who's Afraid of Virginia Woolf?)
- Robert Wise – Quelli della San Pablo (The Sand Pebbles)

## Televisione
- Alex Segal – Death of a Salesman
- Fielder Cook – Brigadoon
- Greg Garrison – The Dean Martin Show
- Alan Handley – Alice Through the Looking Glass
- Dwight Hemion – Frank Sinatra: A Man and His Music Part II
- Sam Peckinpah – ABC Stage 67 per l'episodio Noon Wine
- Frank Perry – ABC Stage 67 per l'episodio A Christmas Memory
- Stanley Prager – ABC Stage 67 per l'episodio The Love Song of Barney Kempinski
- George Schaefer – Hallmark Hall of Fame per l'episodio Barefoot in Athens
- Ted Yates – Congo: Victim of Independence